# 한 맺힌 터주대감
"한 맺힌 터주대감"은 한국에서 제작된 이장호 감독의 1970년 영화이다. 김희라 등이 주연으로 출연하였고 이종벽 등이 제작에 참여하였다.

## 출연

### 주연
- 김희라
- 문희
- 정혜선
- 황해

## 기타
- 조명: 서병수
- 미술: 노인택